# Ana Bekuta
Ana Bekuta (serbisk kyrilliska: Ана Бекута), egentligen Nada Polić (serbisk kyrilliska: Нада Полић), född den 6 september 1959 i Banja, i Priboj kommun, är en serbisk sångerska inom serbisk folkmusik. 
Bekuta började sin karriär 1985 med albumet Ti si mene varao (Du var otrogen mot mig). Hon har släppt 16 album.

## Diskografi
- Ti si mene varao (1985)
- Ti mi trebaš (1986)
- Samo ti (1987)
- Uvek postoji nada (1988)
- Kako mi je pitaš sad (1989)
- Tu sam ruku da ti pružim (1991)
- Pitaš kako živim (1993)
- Taj život moj (1995)
- Opet imam razloga da živim (1996)
- Sve je bolje od samoće (1998)
- Kriv si samo ti (1999)
- Svirajte mi onu pesmu (2001)
- Dve suze (2003)
- Brojanica (2005)
- Manite se ljudi (2006)
- Blago meni (2009)